# Cerkiew Przemienienia Pańskiego w Braniewie
Cerkiew pod wezwaniem Przemienienia Pańskiego – prawosławna cerkiew parafialna w Braniewie. Należy do dekanatu Gdańsk diecezji białostocko-gdańskiej Polskiego Autokefalicznego Kościoła Prawosławnego. 
Zlokalizowana przy ulicy Wspólnej, w XIX-wiecznej kaplicy ewangelickiej, którą zaadaptowano w 1949 r. na cerkiew. W 1964 r. obiekt został wyremontowany; w tym czasie w świątyni umieszczono ikonostas, pochodzący z dawnej cerkwi garnizonowej w Łomży.
W 2007 r. przeprowadzono kolejny remont cerkwi.

## Lapidarium przy cerkwi
26 czerwca 2015 r. z inicjatywy ks. proboszcza Witalisa Leończuka przy cerkwi zostało utworzone lapidarium, ku czci i pamięci zmarłych pochowanych na cmentarzu ewangelickim, który przez stulecia się tu znajdował, a zlikwidowany został po II wojnie światowej.

## Galeria zdjęć

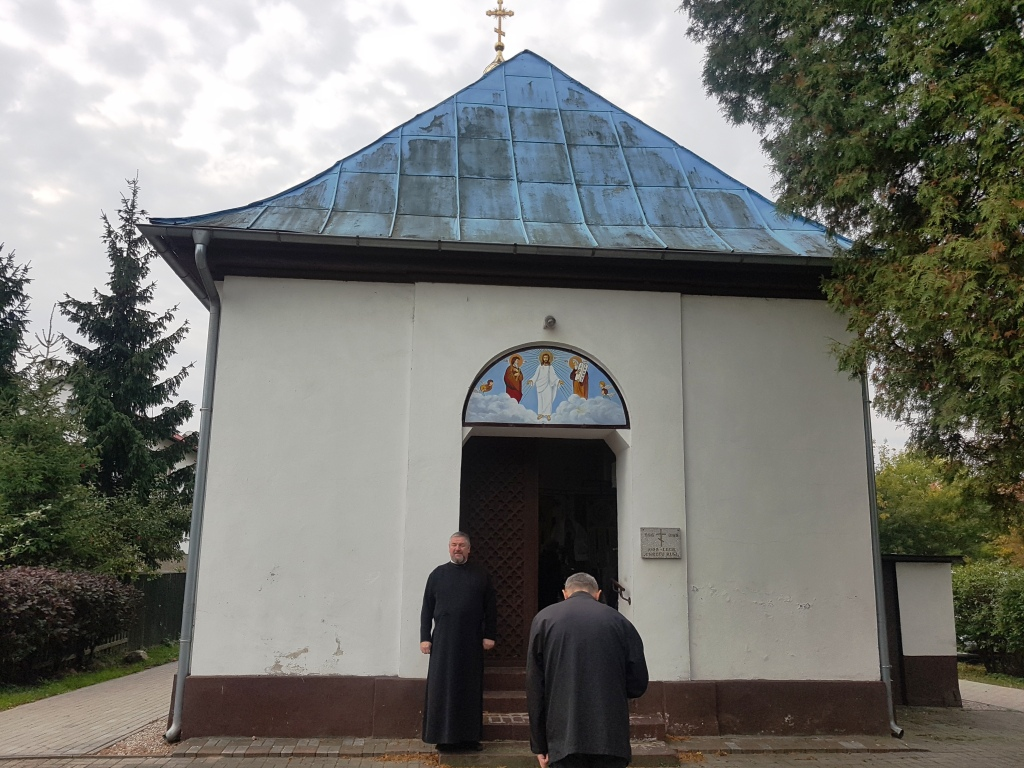
Ks. proboszcz Witalis Leończuk przed niedzielnym nabożeństwem
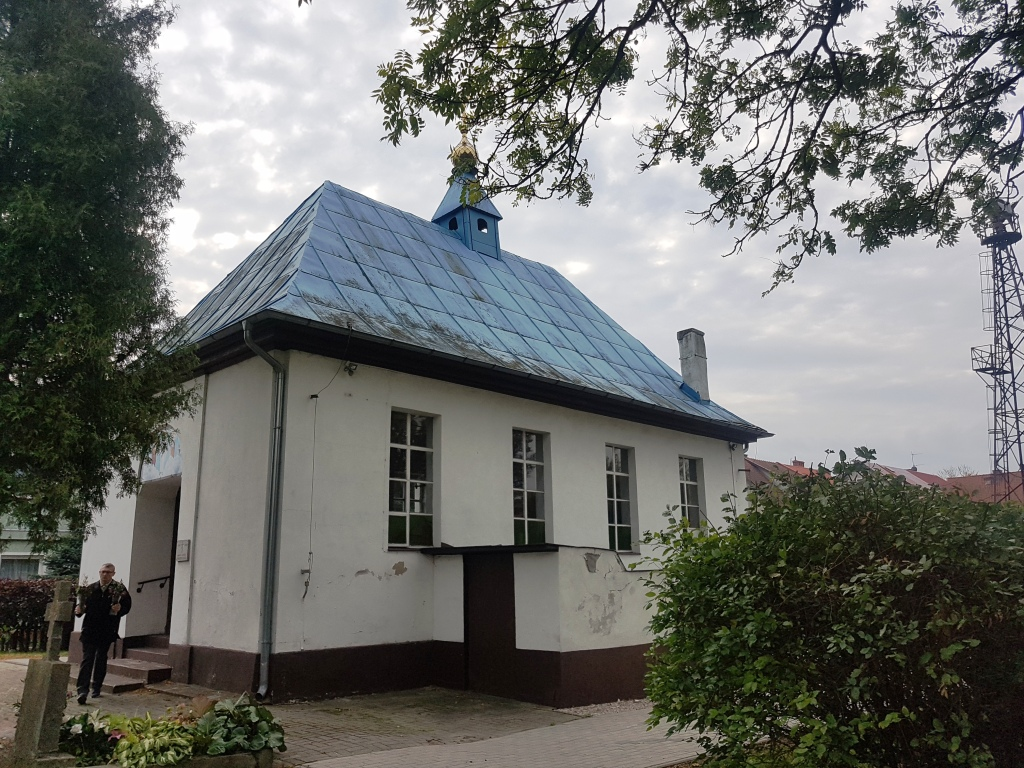
Widok z boku
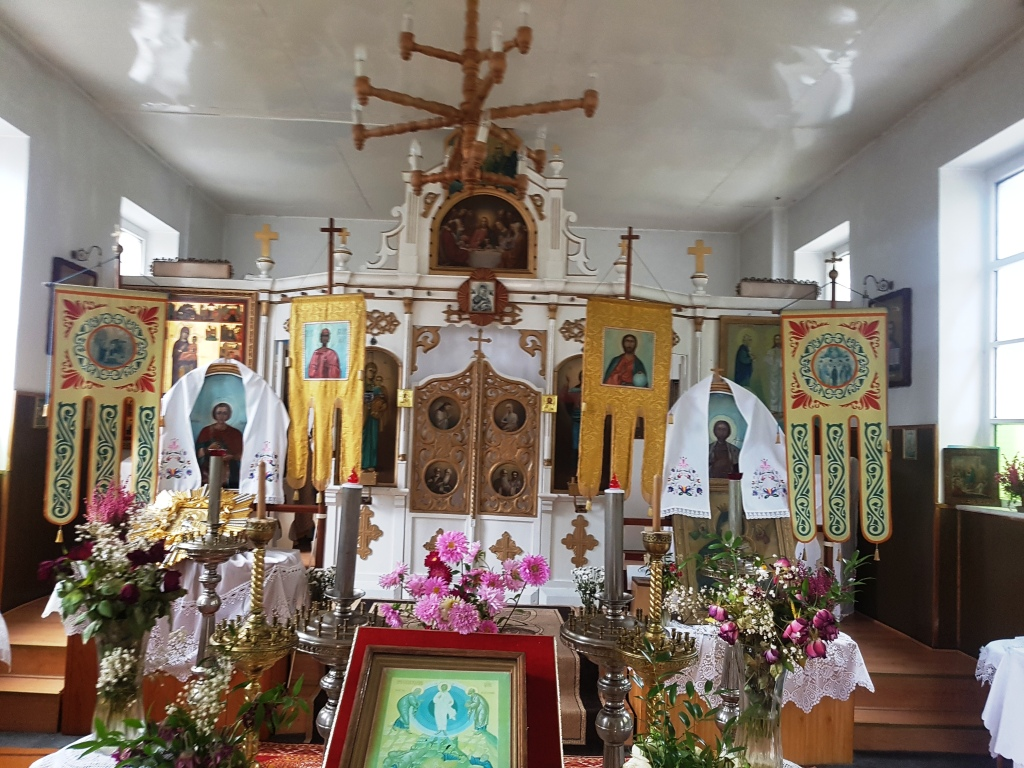
Wnętrze cerkwi (2018)
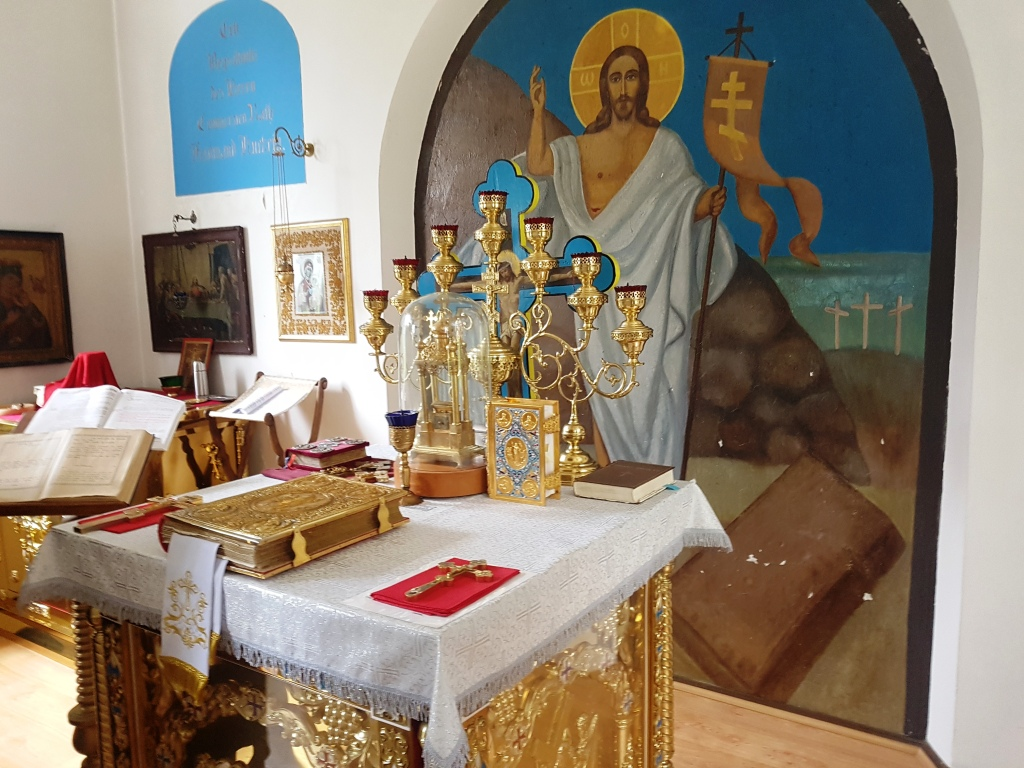
Ołtarz w cerkwi
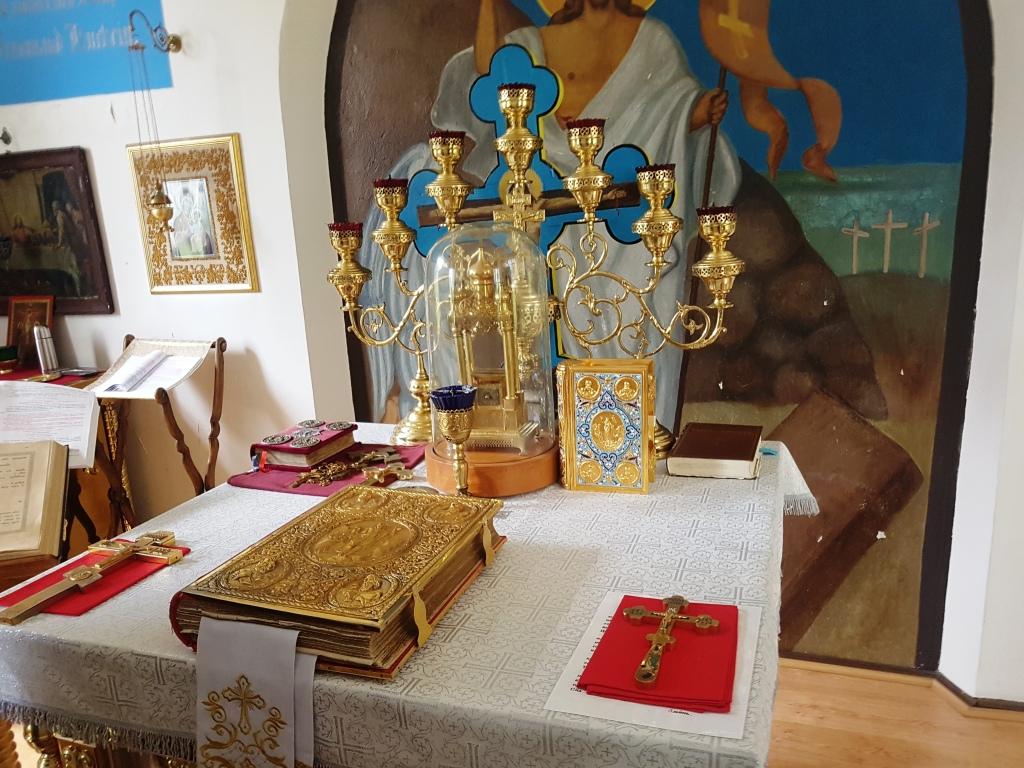
Ołtarz w cerkwi
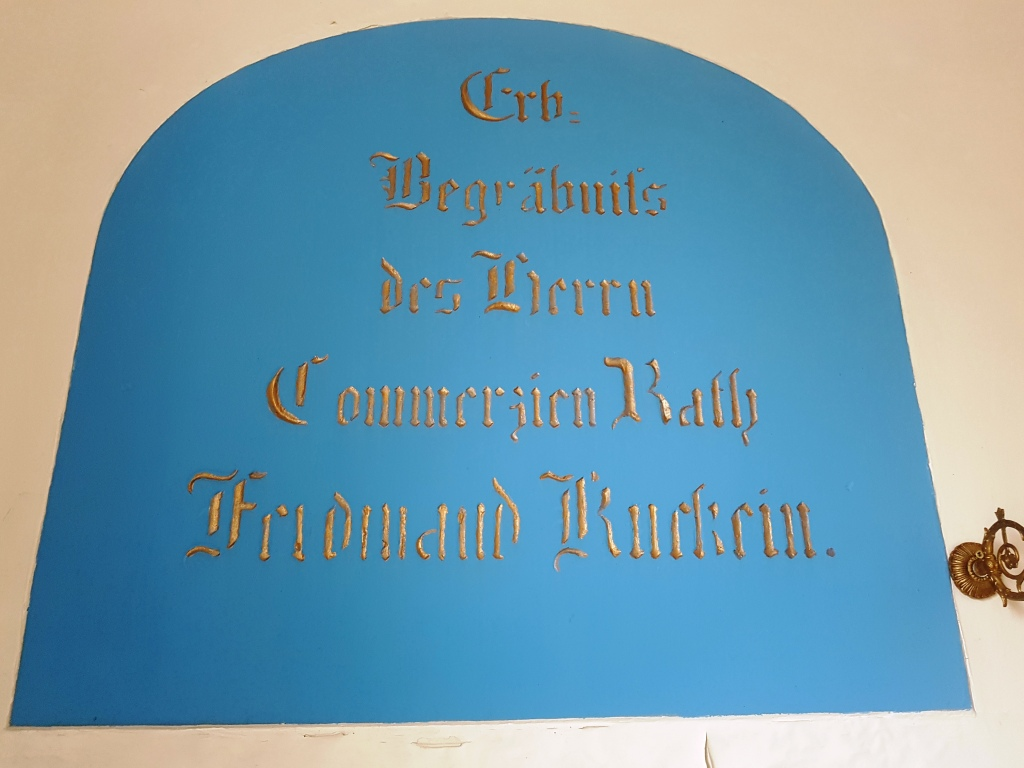
Płyta nagrobna wmurowana w ścianę cerkwi
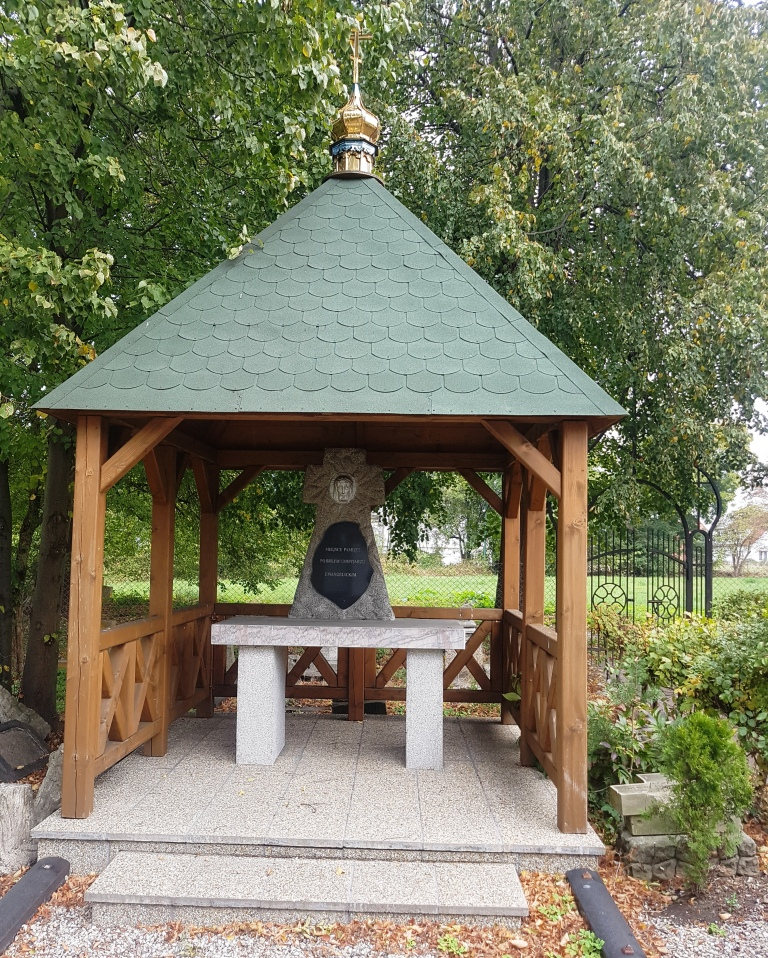
Pomnik pamięci zmarłych spoczywających na byłym cmentarzu ewangelickim przy cerkwi
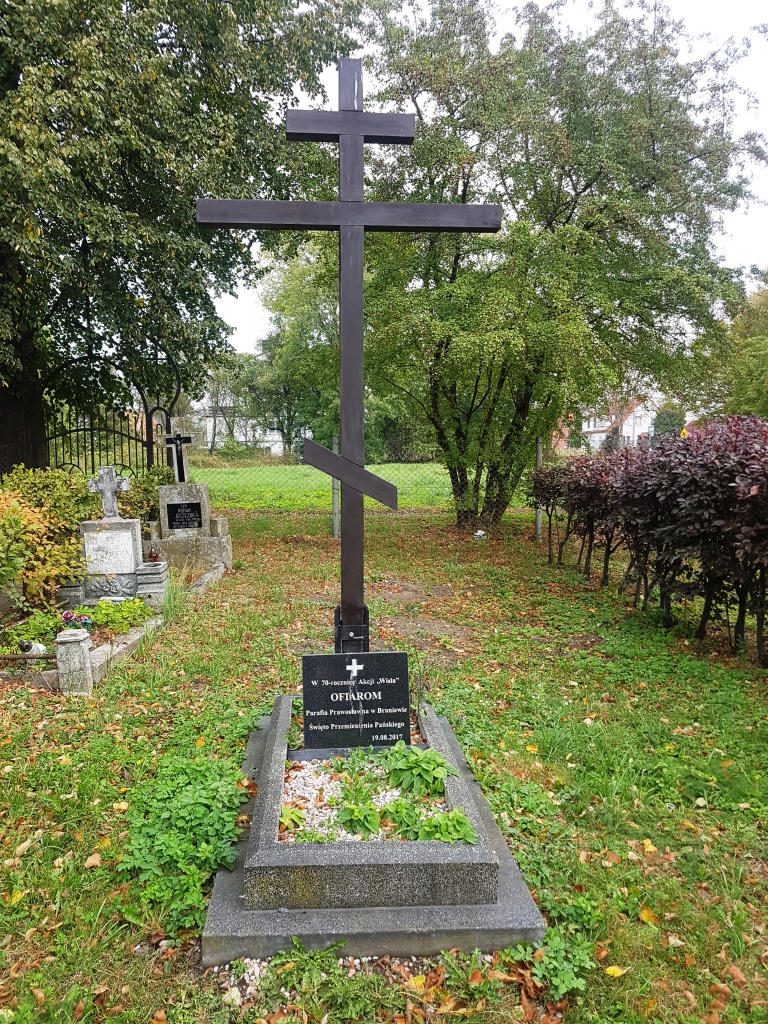
Krzyż prawosławny na cmentarzu przy cerkwi